# Isabelle Ithurburu
Isabelle Ithurburu, née le 24 février 1983 à Pau, est une animatrice française de télévision.
Au sein du groupe Canal+ puis sur TF1, elle présente des émissions de sport, surtout consacrées au rugby. Depuis septembre 2023, elle anime également le magazine people 50 minutes inside sur TF1.

## Biographie

### Origines et famille
Isabelle Ithurburu est née à Pau, en 1983, d'un père basque et d'une mère bigourdane, tous les deux épiciers.

### Concours de beauté et télécrochet
En 2001, elle est élue Miss Pau-Béarn à 18 ans.
En 2007, alors qu'elle est encore étudiante et réside à Toulon, elle participe à la 5e saison de la Nouvelle Star sur M6. Après les étapes de sélection, elle réussit à se qualifier parmi les quinze derniers candidats qui ont l'occasion de chanter en direct, mais est éliminée à l'issue du premier prime de Baltard,, après avoir interprété le titre Butterfly du groupe Superbus.

### Débuts professionnels
Après avoir terminé ses études de commerce international, elle travaille près d'Aubagne pour une société commercialisant de l'huile d'olive, puis elle est embauchée en 2008 par une entreprise d'import-export localisée à Boulogne-Billancourt. Elle apprend alors, au cours d'une soirée mondaine, qu'Infosport+ cherche de nouvelles têtes et organise un recrutement.

### Carrière médiatique

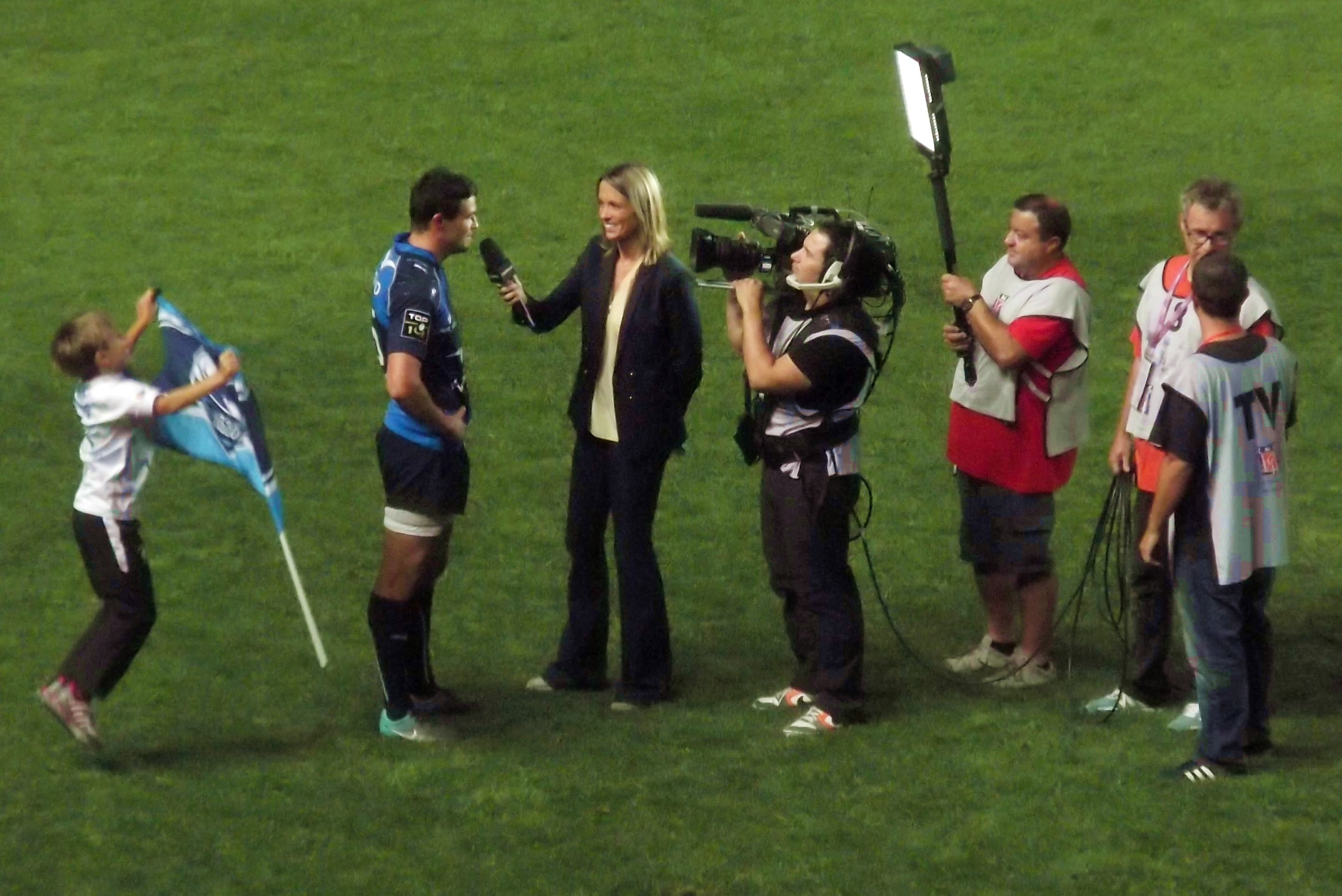
Isabelle Ithurburu interviewant Anthony Floch à l'issue d'un match en 2013.

Recrutée en 2009 par la chaine  Infosport+, qui appartient au groupe Canal+, elle présente diverses émissions liées au sport, comme Sports Dimanche et L'Édition du Soir puis La Matinale Sports,. Lors de la coupe du monde de rugby de 2011, elle anime, aux côtés d'Éric Bayle, l'émission Jour de Coupe du monde tous les week-ends sur Canal+,.
En février 2012, à la suite du départ de Darren Tulett pour beIN Sports, Isabelle Ithurburu prend sa succession à la tête de l'émission Samedi Sport sur Canal+, tout en continuant à assurer la présentation Des décodeurs sur Infosport+,,.
À partir de la saison 2012-2013, Isabelle Ithurburu laisse la présentation de Samedi Sport (remplacée par Nathalie Iannetta). Elle présente désormais Jour de rugby en remplacement de François Trillo et hérite également des interviews en bord de terrain lors des rencontres diffusées le vendredi soir. Elle présente également le tournoi de Wimbledon et une émission documentaire Grand Format sur Canal+ Sport[réf. nécessaire].
De 2012 à 2022, elle présente également chaque année la Nuit du rugby, soirée qui récompense les acteurs du rugby professionnel français, à l'exception de l'édition 2018.
Lors de la saison 2014-2015, elle présente aussi une nouvelle émission, La Séance Rugby, sur Canal+ Sport. Durant la Coupe du monde de rugby 2015, elle présente l'émission Jour de Coupe du monde tous les soirs à 23 h sur Canal+.
À la rentrée 2015, elle quitte la présentation de Jour de rugby, pour présenter, à partir du 1er novembre 2015, le Canal Rugby Club, la nouvelle émission hebdomadaire de Canal+, consacrée au rugby. Durant la saison 2015-2016, elle est aussi présente en bord de terrain sur les rencontres diffusées le samedi à 14 h 45 pour y présenter le match et interviewer les acteurs du matchs.
En 2015, elle est récompensée d'un Micro d'or dans la catégorie Influenceur de l'année.
En août 2016, elle fait partie du dispositif de Canal+ pour les Jeux olympiques de Rio en présentant chaque jour les épreuves olympiques de 13 h 15 à 18 h avec Arnaud Bonnin.
Du 10 septembre 2016 au 23 juin 2018, elle présente chaque samedi à 12 h 45 le magazine Le Tube sur Canal+. En 2018-2019, elle présente l'émission Bonsoir !, un magazine de société programmé le samedi à 19 h 40 sur Canal+.
À partir de 2021, son émission, le Canal Rugby Club, est diffusée le samedi et le dimanche soir sur Canal+ pour encadrer les matchs de Top 14 diffusés en première partie de soirée[réf. nécessaire].
À la rentrée de septembre 2023, elle prend la place de Nikos Aliagas pour la présentation du magazine 50 minutes inside sur TF1. Elle anime également Le Mag de la Coupe du monde de rugby 2023.
Le 26 mars 2025, on apprend qu'elle succédera à Jacques Legros en tant que joker de Marie-Sophie Lacarrau au journal de 13h de TF1 à partir de l'été 2025.

### Vie privée
Isabelle Ithurburu a été mariée au rugbyman argentin Gonzalo Quesada de 2010 à 2015,.
Depuis octobre 2015, elle partage la vie de Maxime Nouchy (ou Maxim Nucci), connu sous le mononyme Yodelice utilisé pour son activité de musicien et producteur de musique. Ensemble, ils ont une fille, Mia, née le 1er août 2018.

## Synthèse des émissions

### Groupe Canal+ (2009-2023)
- 2009 - 2011 : Sports Dimanche sur Infosport+
- 2009 - 2011 : L'Édition du Soir sur Infosport+
- 2009 - 2011 : La Matinale Sports sur Infosport+
- Septembre - octobre 2011 : Jour de Coupe du monde sur  Canal+
- 2012 : Grand Format sur Canal+ Sport
- 2012 : Tournoi de Wimbledon sur Canal+ Sport
- février - août 2012 : Samedi Sport sur Canal+
- 2012 - 2015 : Jour de rugby sur Canal+
- 2012 - 2014, 2016 - 2019 et 2021 - 2022  : La Nuit du rugby avec plusieurs animateurs (diffusée sur Dailymotion en 2012 ; Infosport+ et Dailymotion en 2013 et 2014 ; Canal+ Sport et Canal+ Décalé en 2016 ; Canal+ Sport en 2017 et 2018 ; Canal+ en 2019, 2021 et 2022)
- 2014 - 2015 : La Séance rugby sur Canal+
- Septembre - octobre 2015 : Jour de Coupe du monde sur Canal+
- 2015 - 2023 : Canal Rugby Club sur Canal+
- août 2016 : Jeux olympiques de Rio sur Canal+
- 2016 - 2018 : Le Tube  sur Canal+
- 2018 - 2019 :  Bonsoir !  sur Canal+

### Groupe TF1 (depuis 2023)
- depuis 2023 : Le Mag d'après match et Le Mag d'avant match sur TF1
- depuis 2023 : 50 minutes Inside sur TF1
- Septembre - octobre 2023 : Le Mag de la Coupe du monde de rugby sur TF1
- 2023 : cérémonie d'ouverture de la Coupe du monde de rugby sur TF1, coprésentée avec Anne-Claire Coudray
- 2023 : Tous avec les Bleus, le concert événement, coprésenté avec Nikos Aliagas sur TF1
- 2024 : L'opération spéciale : La France accueille la flamme, coprésentée avec Gilles Bouleau sur TF1, en direct de Marseille pour l'arrivée de la flamme olympique en France
- 2024 : Les Français fêtent leurs champions sur TF1 avec Gilles Bouleau
- 2024 : L’après match sur TF1[19]
- 2025 : TF1 50 ans ensemble sur TF1 avec Gilles Bouleau
- depuis 2025 : Journal de 13 heures : Joker de Marie-Sophie Lacarrau
- depuis 2025 : Stars à domicile sur TF1

## Décorations
- Chevalier de l'ordre national du Mérite (décret du 2 juin 2023)[20]